# Cixius praecox
Cixius praecox är en insektsart som beskrevs av Van Duzee 1925. Cixius praecox ingår i släktet Cixius och familjen kilstritar. Inga underarter finns listade i Catalogue of Life.